# Moschea Lala Mustafa Pasha
La moschea Lala Mustafa Pasha (in greco Τέμενος Λαλά Μουσταφά Πασά?; in turco Lala Mustafa Paşa Camii), conosciuta originariamente, e poi architetturalmente, come Cattedrale di San Nicola e successivamente come Moschea di Santa Sofia (Ayasofya) di Mağusa, è il più grande edificio medioevale della città di Famagosta, a Cipro.
Costruito tra il 1298 e il 1400 circa, l'edificio fu consacrato come una cattedrale cattolica nel 1328, ma fu trasformato in moschea al momento della conquista turca nel 1571, funzione che ricopre ancora oggi. 
Nel 1954 l'edificio è stato dedicato a Lala Kara Mustafa Pascià, il Gran Visir dell'Impero ottomano nato a Sokolovići, in Bosnia, che servì il sultano Murad III e comandò le forze ottomane contro i Veneziani alla conquista di Cipro.